# Кастинис
Кастини́с (лит. Kastinys) — традиционное жемайтское блюдо, которое приготавливают из сметаны (или простокваши) и сливочного масла со специями. Кастинис ценится из-за своего уникального вкуса и аутентичности. Говорят, что самый вкусный кастинис готовят с помощью яблоневой ложки. Для заправки кастиниса жемойты обычно используют тмин, хотя добавляют и чеснок, и другие травы. Кастинис бывает праздничный и обыденный. Обыденный кастинис готовят из масла и скисшего молока, праздничный — из сметаны и масла. При комнатной температуре он имеет жесткую консистенцию, при более низких температурах крошится, при более высоких температурах плавится и быстро растворяется. Классический окрас кастиниса кремовый или желтоватый.
Этот продукт также известен в Курляндии, где он называется белое масло (латыш. baltais sviests).

## История
Придуман в Жемайтии в языческие времена.

## Потребление
По традиции его обычно едят в постные дни с горячим картофелем и хлебом.
Хорошо сочетается с яйцами, пирогами, кашами, как бутербродная паста.
Промышленное производство жемайтского кастиниса в 2007 году увеличилось до 8 тонн, в 2008—2009 годах — до 10,5 тонн, в 2010 году — 11 тонн в месяц.